# Moerasbossatijnzwam
De moerasbossatijnzwam (Entoloma sericatum) is een schimmel behorend tot de familie Entolomataceae. Hij leeft saprotroof op de grond of mogelijk ectomycorrhiza vormend met loofbomen. Een terrestrische schimmel die voorkomt op vochtige plaatsen elzen, wilgen, berken, eiken en beuken, soms tussen veenmos of andere mossen. Vruchtlichamen vormen zich meestal van augustus tot november.

## Kenmerken

### Uiterlijke kenmerken
Hoed
De hoed heeft een diameter van 15-90 mm. De vorm is aanvankelijk conisch of halfbolvormig met een opgerolde rand, later verbredend tot plat-convex, meestal met een lage, brede umbo, minder vaak licht concaaf in het midden, met een rechte rand. Het is niet-hygrofaan; als het nat is de kleur bleek tot middeldonker geelbruin of grijsbruin van kleur, met lamellen doorschijnend tot de helft van de straal en bleek tot lichtbruin als het droog is. Het oppervlak is glad, kaal of met kleine witte vezelige vlekken, vooral aan de rand van jonge en verse vruchtlichamen.
Lamellen
Van 25 tot 35, l = 3–7, tot 5 mm breed, middelmatig dicht, sierlijk, taps toelopend of getand, gebogen of dikbuikig, aanvankelijk wit, daarna roze.
Steel
De steel heeft een lengte van 40 tot 120 mm en dikte van 3 tot 15 mm. De vorm is cilindrisch, gebogen, soms diepgeworteld, hol. Het oppervlak is zeer bleekbruin, zilverwit, in de lengterichting gestreept, de bovenkant is vaak dun berijpt, naar beneden glad, met wit mycelium aan de steelvoet.
geur
De geur is meestal zwak, maar vaak (vooral na schade) melig.

### Microscopische kenmerken
De basidia zijn 4-sporige met gespen. De sporen meten 8–10,5 × 6,5–8 µm, met een Q-getal van 1,05–1,3, 5–6-zijdig in zijaanzicht. De lamelrand heeft cystydia. De cuticula in de hoed zijn smal, cilindrisch, ixocutis-type aan de rand, 2,5-8 µm breed, met fijn ingelegd pigment.

## Verspreiding
Entoloma sericatum komt voor in Noord-Amerika, Europa en Azië. De meeste waarnemingen komen uit Europa. De soort is hier wijd verspreid, van Frankrijk en de kust van de Middellandse Zee in het zuiden tot de Shetland-archipel in de Noordelijke IJszee en op sommige plaatsen is hij algemeen. 
In Nederland komt de moerasbossatijnzwam zeer algemeen voor.

## Foto's

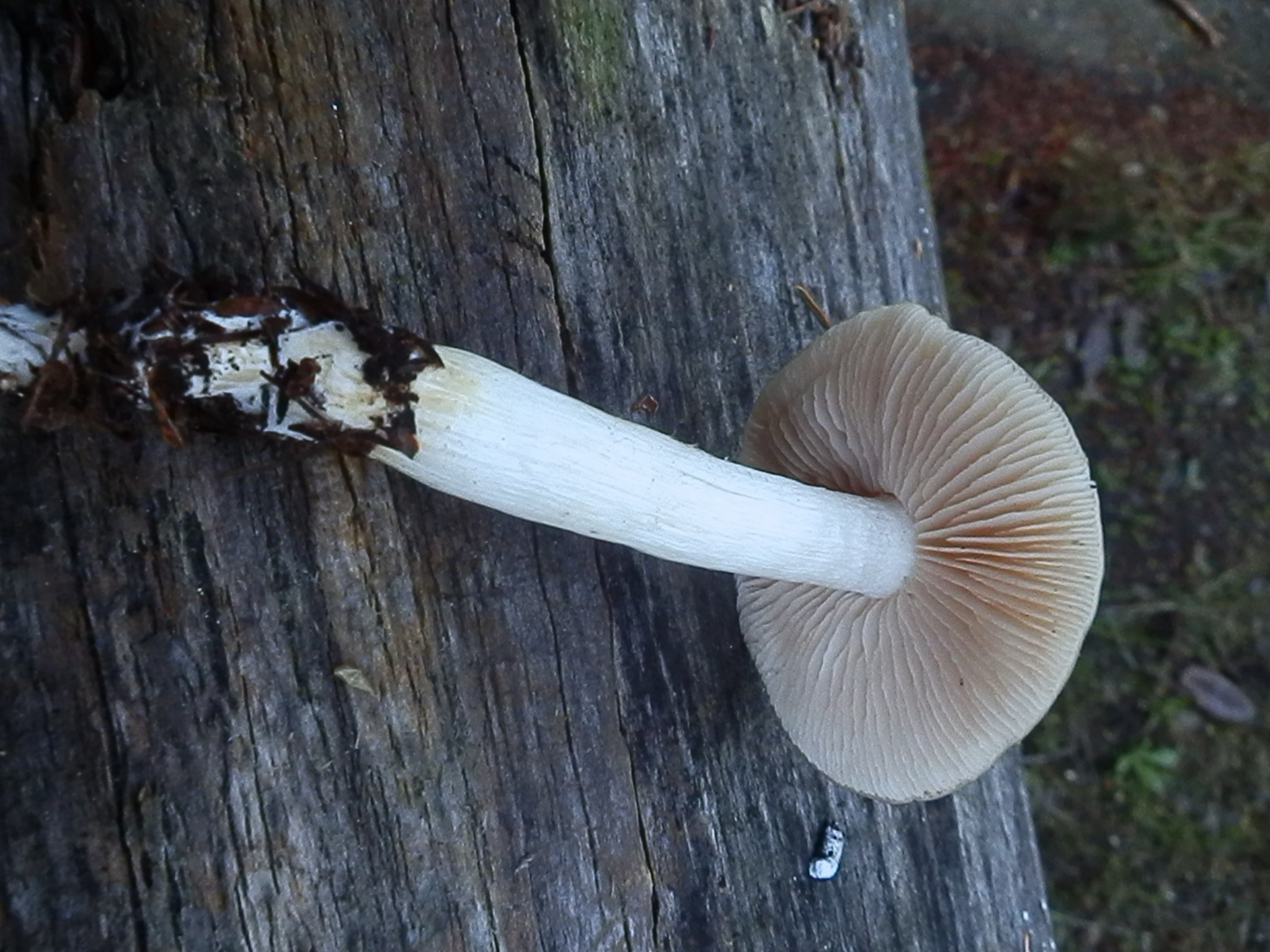
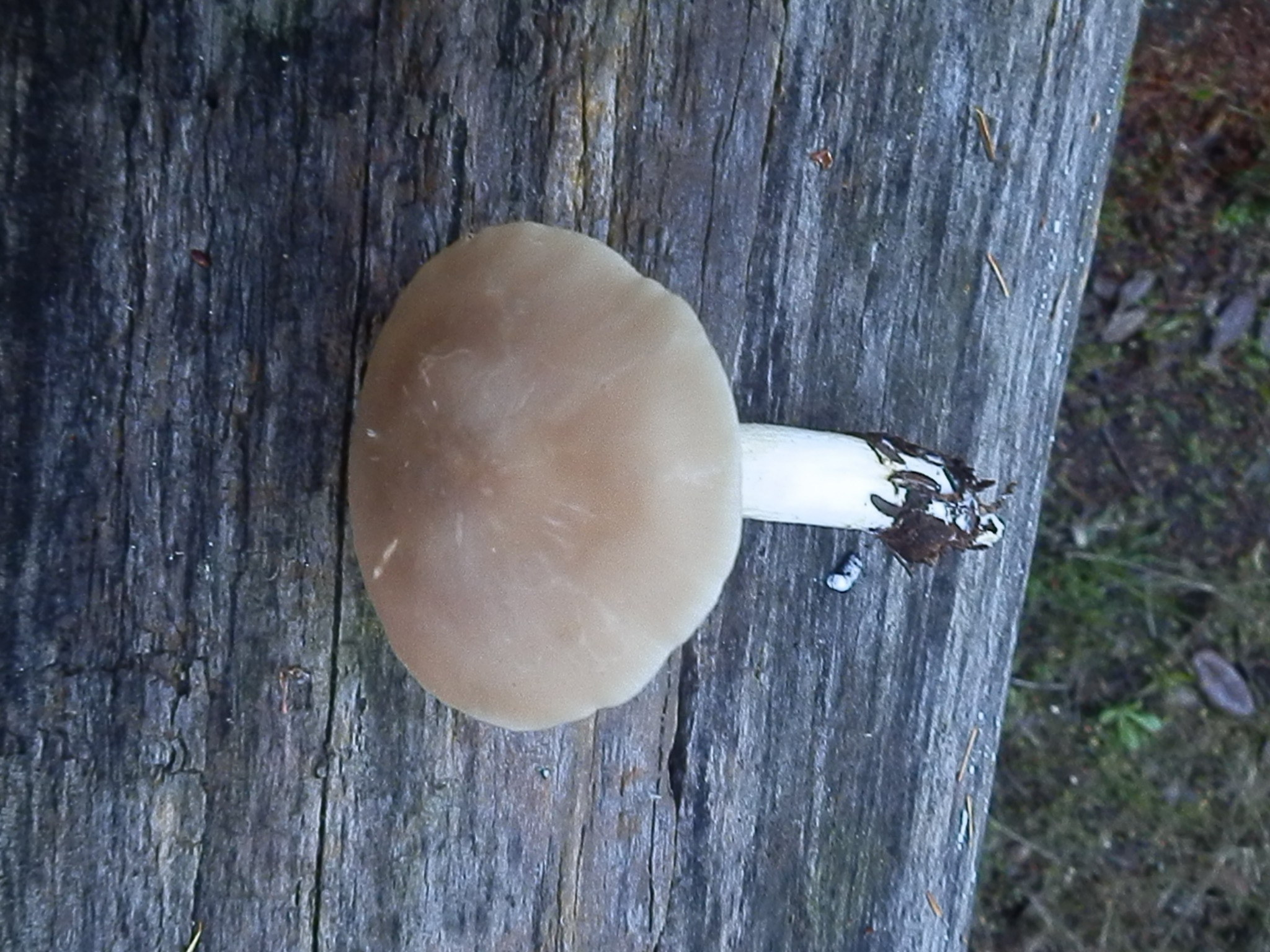
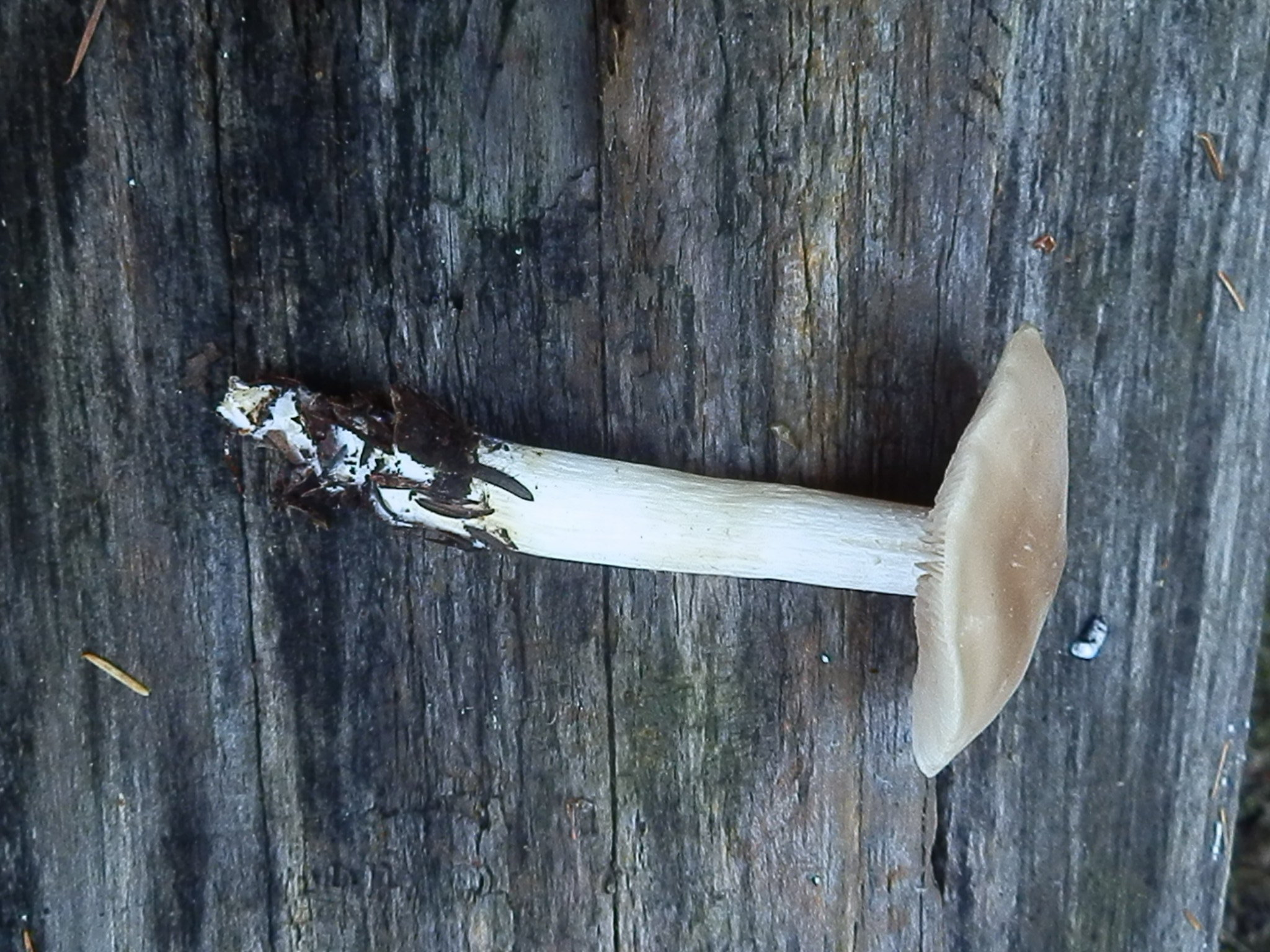
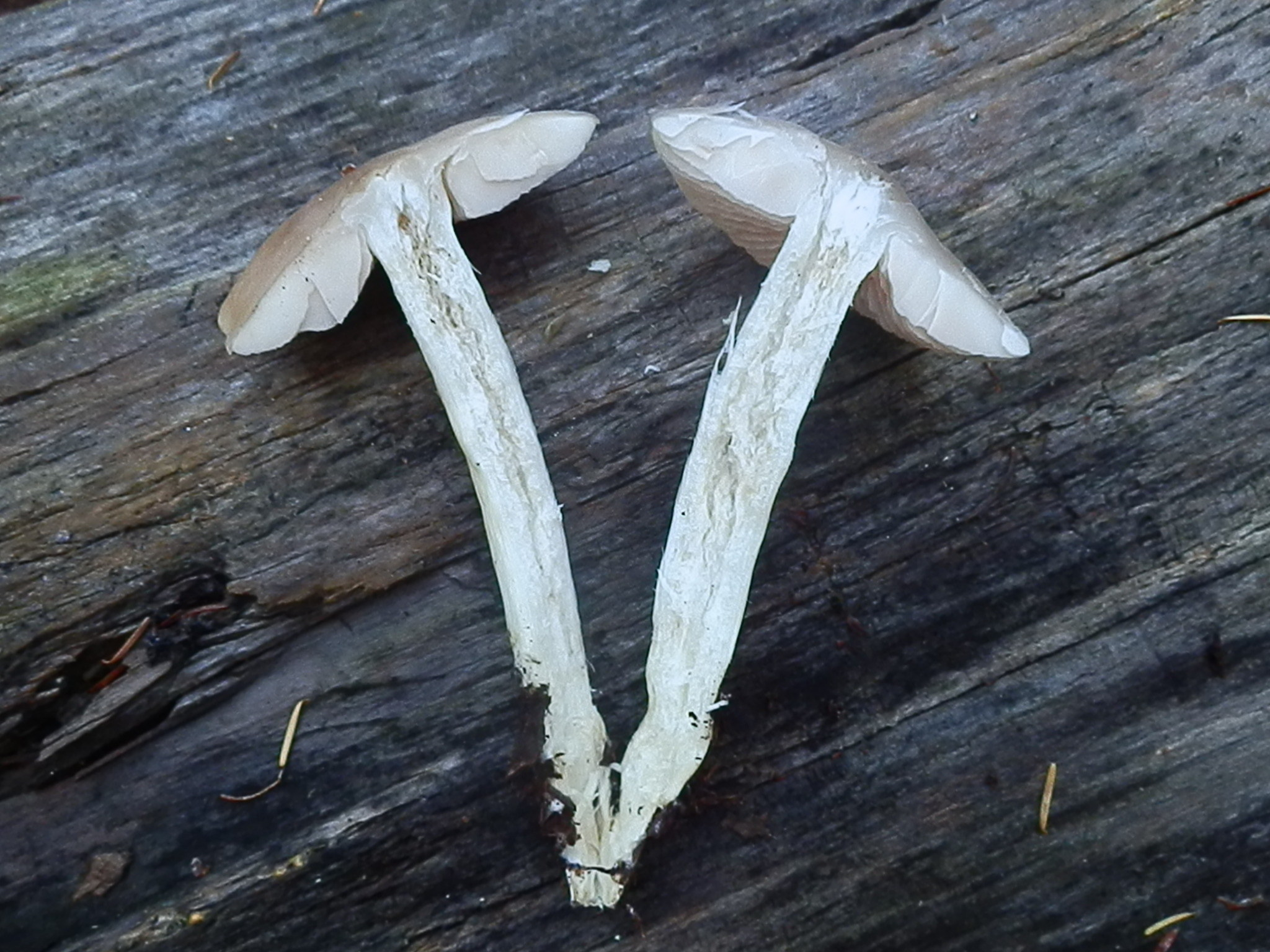